# Feudo d'Albis
Il Marchesato d'Albis è il nome con cui viene chiamato, tra il XII e il XVIII secolo, il grande feudo costituito dall'unione tra la baronia di Orosei e di Galtellì e la baronia di Ussana.

## Storia
Gran parte della storia di Orosei e della baronia omonima è legata alle vicende storiche del feudalesimo sardo. Se, dal punto di vista macroscopico, nel corso del tempo Orosei è mutata seguendo l'interesse e la sovranità vigente in quel dato periodo storico (si pensi ai romani, ai Visconti, agli aragonesi, ai pisani e infine al Regno di Sardegna (1720-1861) della casata Savoia), dal punto vi vista microscopico la storia del paese sardo è connessa al dominio della famiglia feudataria principale, i Guiso

### Medioevo ed epoca moderna
Con la firma del 1388 la Corona di Aragona sigla la pace con il Giudicato di Arborea e la famiglia Guiso si impone come notabili locali firmatari, garantendosi il diritto sulla baronia.
Nel 1438 i nobili de Guevara (secondo alcune fonti tale Enrico o Henrico, conte di Arioni, secondo altre Equino, conte di Arioni e marchese di Vastiamante, maggiordomo di sua maestà Alfonso V d'Aragona) ottengono dal Re il controllo del "Feudo di Albis" che includeva Orosei e l'attiguo Galtellì. Nel 1449 Salvatore Guiso acquista il feudo di Orosei e Galtellì dai Conti di Potenza, la famiglia de Guevara, e nel 1459 Re Giovanni II d'Aragona investì Salvatore Guiso come barone. Intanto, Orosei ricopriva ancora uno strategico ruolo militare, e il castello/fortezza era ancora il fulcro civile del paese, opposto al fulcro religioso della Chiesa di San Giacomo, costruita meno di un secolo prima.
È intorno a questi due nodi che il paese cresce e si sviluppa, articolando la propria prosperità tra impiegati civili e incarichi religiosi. Dopo l'assegnazione del titolo di Marchese di Albis, i Guiso espandono il loro potere grazie ai matrimoni con i Manca di Nuoro e con gli Zapata (famiglia). Le diverse generazioni dei baroni, infatti, avevano portato di volta in volta il territorio ad essere ereditato da rami familiari differenti. 

#### La Controversia sull'investitura[5]
Con la morte di Don Antonio Guiso, privo di eredi maschi, i suoi feudi si ritrovarono devoluti alla Corona a causa dell'irreperibilità di un atto notarile che decretasse la legittima successione dei territori alle discendenti donne. Ne seguì un accordo tra discendenti donne e il Fisco che rimase in vigore dal 1547 al 1649, quando il consiglio di Aragona si pronunciò in favore di D. Antonio Manca-Guiso.
Nel 1547,il Fisco Reale vendette a Giuliano Manca e venne ufficializzato il passaggio delle "incontrade". Tuttavia, Donna Violante Guiso pretese la successione, che ottenne nel 1562 solo in seguito ad una sentenza della Reale Udienza che ne riconosceva i diritti di successione. La Famiglia Guiso tornò quindi in possesso della Baronia di Orosei e della Signoria di Galtellì in data 26 Gennaio 1548.
Nel 1593 si riaccese la controversia sulla investitura della Baronia di Orosei, tra il Procuratore Reale e la famiglia Guiso. La Reale Udienza del 3 agosto proferì sua sentenza contro le pretese del Patrimonio, quando il Procuratore fu obbligato a riconoscere i Guiso, nonostante avesse preferito dare appoggio ai Manca.
Nel 1604 il Marchese d'Albis presentò una serie di ragioni alla corte Spagnola per essere investito del feudo di Orosei e della Baronia di Galtellì, a cui seguì la sentenza dell'11 maggio, con favore positivo. L'Angius osserva che non vi è altra traccia dell'accaduto e che non si hanno notizie del Feudo fino al 1622 quando una Reale Udienza del 23 agosto si pronunciava circa le pertinenze delle incontrade di Galtelli e di Orosei in favore di Don Giovanni Fabrizio Guiso Manca.
Da questa sentenza ne seguirono altre, contraddittorie, chi in favore di un pretendente, chi di un altro, e non si concluse nemmeno con la pronuncia del Consiglio Supremo Reale, quando con sentenza del 10 giugno 1628, si pronunciava nuovamente in favore di Don Giovanni Fabrizio Guiso. 
Nel 1649 ancora la contesa non si era allentata, tanto che il Consiglio Supremo Reale dovette pronunciarsi ancora il 24 dicembre, in appello al precedente giudizio del 1628, e confermava la R.U. del 1622 in favore di Salvatore Fabrizio, e quindi del ragionevole erede Giovanni Fabrizio.
Il suo erede, il detentore del titolo di Marchese d'Albis, Don Pietro Guiso, avviava poi una disputa con il Fisco per i territori del marchesato di San Tommaso, anch'esso legato ai possedimenti del Feudo di Albis, e dalle vicende ereditarie moto simili. 

### Epoca contemporanea[5]
La famiglia Manca Guiso mantenne il feudo (sotto il nome di marchesato d'Albis) fino alla fine del XVIII secolo, non senza difficoltà.
Don Antonio Giuseppe Guiso , nella prima metà del XVIII secolo, si era fatto padrone anche di ulteriori feudi (Busachi e Austis), e con essi lasciò alla sua morte, il 28 giugno 1737, il feudo di Albis al figlio adottivo Don Francesco di Paola Guiso, nonostante le condizioni e i vincoli derivanti dai predecessori (tra cui la discendenza primogenita maschile e femminile diretta dei Cervellon, possessori originali del feudo.). Francesco di Paola venne investito il 4 luglio dell'anno successivo, tramite sua madre e tutrice Maia Vincenza Cervellon, nota come la Marchesa delle Conquiste.
Morto Francesco di Paola , senza prole, lo zio paterno Francesco I, appoggiandosi al testamento paterno del 9 settembre 1721, prese possesso dei feudi nel 1751 e venne investito del titolo con sentenza del 14 aprile dell'anno successivo. Il suo discendente, Don Antonio Guiso di Orosei, morì anche egli senza prole ed ereditò feudo e titolo Don Giovanni Manca Guiso, zio paterno del defunto, che alla madre di quest'ultimo, Donna Agnese Simon, versò una dote (dodici mila scudi) per il possesso dei feudi, ufficializzato nel 1757 e con sentenza d'investitura del 1760. Eredita nel 1775 il figlio ancora infante Don Raffaele Manca Guiso, che insieme alla sorella Donna Maddalena Manca Guiso, adottarono il solo nome di Manca. 
Con la morte in giovane età, nel 1788, dell'ultimo Marchese, Don Raffaele Manca Guiso, il feudo, insieme ad altri possedimenti (eccetto il Feudo di Austis), fu considerato devoluto dal fisco ob lineam finitam, dando vita a quel lento processo di "defeudalizzazione" che iniziò ad investire la Sardegna in differenti subregioni.
Si oppose alla devoluzione la sorella del defunto, Donna Maria Maddalena sposata Amat, e marchesa di San Filippo, il cui figlio deteneva il titolo di Marchese d'Albis. Ella si oppose, sull'esempio dell'esclusione del feudo di Austis, anche per i villaggi di Ussana, Orosei, Galtellì, Dorgali e Lula, e ne ottenne la disponibilità con un compromesso, come approvato dal re Vittorio Amedeo il 21 settembre 1790.
Tale compromesso, stilato in 9 punti contrattuali, prevedeva che la Marchesa ottenesse la baronia e altri beni feudali, occupati del Fisco, mediante il pagamento di una somma pari a 240.000 lire di Piemonte, entro quindi anni, ed esclusi interessi. 
1. Si rinunziava dal fisco e si lasciava a D. Maddalena e a' suoi ogni ragione sulla Baronia di Orosei, sul quella di Ussana, sul salto di Planu di Murtas, sul venteno e sul cabesaggio d'Alghero, con ogni effetto sequestrato [...]
2. che il titolo marchionale d'Albis annesso alla baronia di Orosei, passasse a D. Maddalena e a' suoi con la stessa anzianità, misurata dal diploma 10 aprile 1651, e con le stesse prerogative già spettate al di lei padre
3. Che i detti Feudi di Orosei e Ussana restassero a lei e ai suoi discendenti maschi e femine con la natura di feudo retto e con l'ordine di vera lineare primogenitura; [...][8]»

Ella però non riuscì a onorare le clausole finanziarie, e fu costretta e cedere l'amministrazione e i frutti dei feudi al fisco, pur mantenendone la proprietà. Ma questa soluzione del 1801, non fu sufficiente a risanare il debito e nel 1805 scadde il termine prefissato per il pagamento.
La Baronessa implorò il re di Istituire una commissione che valutasse la situazione economica e decidesse in merito. I Delegati del Re, (il presidente della Commissione Cabra, il Giudice Lostia, il Conte Fancello, il Marchese di Villamarina e il marchese di San Tommaso), tutti giudici dell'isola, si espressero in favore della marchesa, lasciandole il feudo. Il Fisco, tuttavia, facendo forza su una clausola in proprio favore, ribaltò la propria posizione, rimpossessandosi del Feudo in toto e dichiarandone la definitiva cessazione. 
Il 27 agosto del 1808 la Baronessa Maddalena Manca Guiso firma un accordo con il Regio Demanio e la Baronia di Galtellì e la "Encontrada" di Orosei vengono definitivamente cedute per regio decreto del 6 settembre. Alla famiglia Amat Manca (Guiso) non rimase che il feudo di Bonvehì, il feudo di Austis e il titolo spoglio di Marchesi d'Albis, avendo perso sia Orosei e Galtellì, che Planu De Murtas.

#### L'eredità del Marchesato
Dopo questo risultato, la Baronia venne definitivamente smembrata, lasciandola come una semplice area geografica subregionale. Per risultato di ciò, tra il XIX e il XX secolo, I Savoia continueranno a sostenere il potere nobiliare locale singolarmente per ogni villaggio a piccole famiglie nobili locali, la maggiore dei quali rimase comunque il ramo oroseino dei Guiso. L'ultimo discendente riconosciuto fu, fino al 1822, Giuseppe Guiso.
Ad essi, vennero, tuttavia, assegnati la cura e il mantenimento dei territori di Orosei, che rimaneva un importante centro commerciale, tanto che nel 1834 il Supremo consiglio di Sardegna autorizza la famiglia a continuare di fregiarsi di scudo araldico, descritto come «Di rosso alla torre d'argento merlata di sette pezzi, aperta e finestrata di nero, posta sulla campagna al naturale, sormontata da un grifo d'oro». Da questo momento, per mantenere il potere ormai più economico che nobiliare (a causa della soppressione del sistema feudale nel 1839 da parte dei Savoia), la storia dei Guiso si intreccia con i Gallisay di Nuoro e da questa unione iniziò il ramo dei Guiso-Gallisay, che tanto ruolo ebbero nell'imprenditoria industriale locale. Da don Pietro Guiso e donna Antonia Carmina nacque infatti don Francesco Guiso-Gallisay, pioniere dell'installazione dell'energia elettrica nel Nuorese, nonché dell'installazione del primo panificio industriale. 
Terminata l'esistenza effettiva di un territorio nobiliare, Guiso rimangono quindi i più importanti Latifondisti, caposaldo dell'economia e della politica di Orosei, e non solo, al fianco di altre famiglie come i Satta e i Musio. Queste famiglie determineranno - sino alla definitiva scomparsa del sistema feudale de facto avvenuto solo nel secondo dopo guerra - le sorti economiche e sociali di Orosei e Galtellì.
Il Titolo di "Marchede d'Albis" arrivò, grazie matrimoni tra cosanguinei, a Vincenzo Amat Amat (Nipote di Donna Maddalena Manca Guiso, zio paterno di Pietro Amat di San Filippo e di Luigi Amat di San Filippo e Sorso) che lo detenne fino al 1869, anno della sua morte. Il titolo si estinse definitivamente per effetto dei provvedimenti reali che eliminarono il feudalesimo tra il 1835 e il 1838 e che annullavano la validità dei titoli nobiliari privi di linea ereditaria diretta, come nel caso di Don Vincenzo, privo di prole.

## Geografia
Al 1808 la Baronia di Orosei, al termine dell'esistenza del Marchesato d'Albis, poteva contare diverse realtà abitative, alcune ancora esistenti oggi.
I villaggi, corrispondenti ad attuali comuni esistenti, erano sette: Orosei, Bitti, Galtellì, Onifai, Irgoli, Loculi, Lula, Dorgali, ma anche Onanì e Oliena, anche se con momenti e tempi differenti. . In contemporanea, venivano indicati altri piccoli agglomerati popolati, che oggi giorno danno ancora il toponimo alle località corrispondenti (si pensi a Pirastreddu e Gollei, nel comune di Orosei). A questi territori bisogna poi aggiungere tutti quei villaggi scomparsi nel corso dei secoli: come Dure, Gorofai, Duascor, Dulicorra, Isarle, Torpé di Galtellì, Muro, Loquilla (Dorgali), Bibisse (anche Bithé, a Orosei, abbandonato nel XVII secolo a seguito di frequenti alluvioni ed epidemie) Longe, Nurule, S. Nicola di Orosei, S. Felicità di Bitthé, S. Maria di Lugala, e San Giacomo di Lugala.